# Rietveld Lyceum
Het Rietveld Lyceum is een openbare school voor voortgezet onderwijs in Doetinchem in de Gelderse Achterhoek. Het gebouw aan de Kruisbergseweg is ontworpen door de architect Gerrit Rietveld naar wie de instelling later vernoemd is. De school biedt onderwijs op de niveaus vwo, havo en mavo. Sinds het schooljaar 2015/2016 wordt het entreprenasium aangeboden.

## Geschiedenis

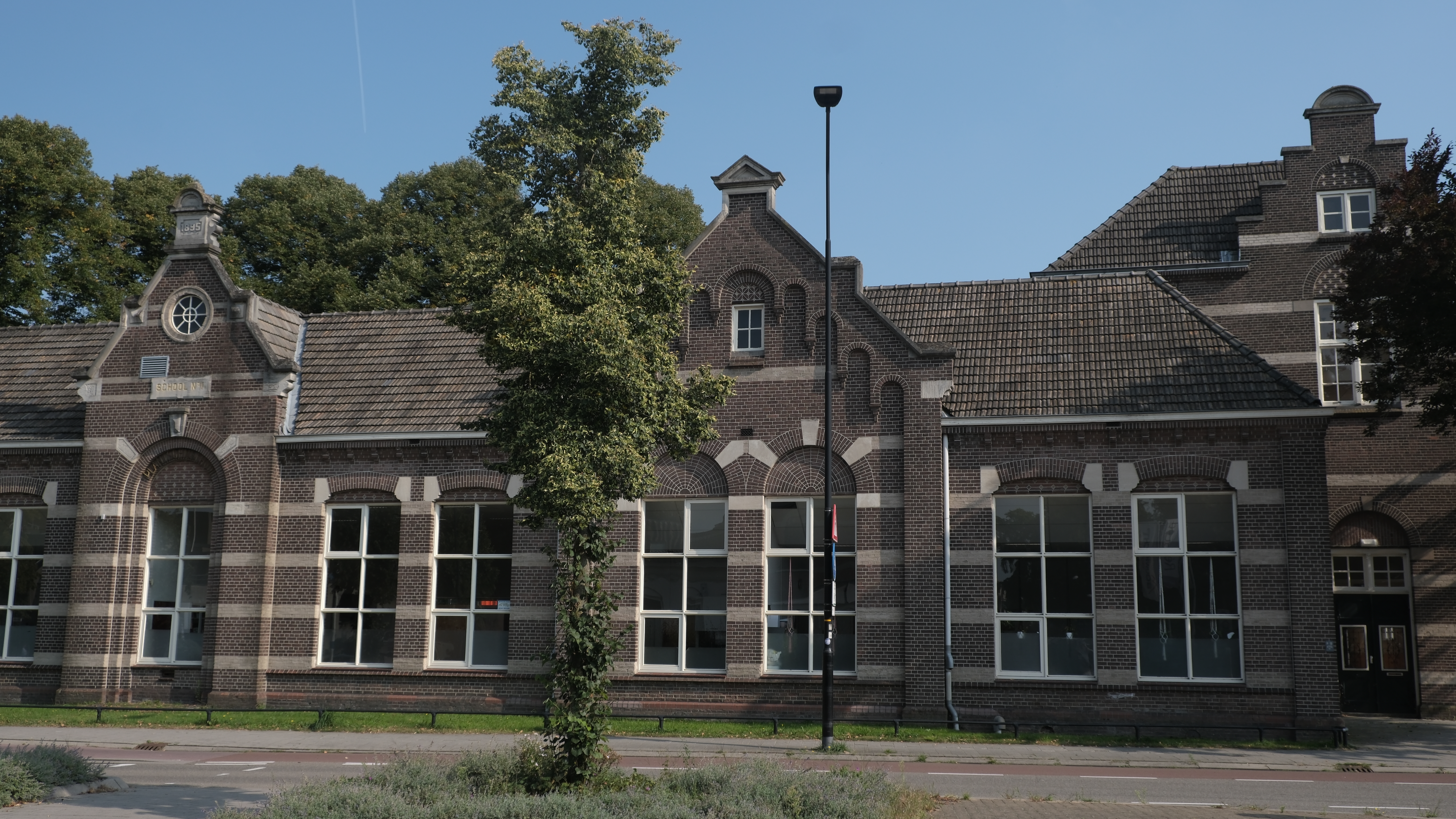
Gebouw aan de Raadhuisstraat

Tot in de jaren 90 droeg het Rietveld Lyceum de naam Gemeentelijke Scholengemeenschap Doetinchem, ook wel afgekort als GSGD. Tot in 2004 werd ook lesgegeven in de vlakbijgelegen villa Ruimzicht. Dit gebouw is nu gerenoveerd en in gebruik genomen als hotel.
In 2006 is er een verbouwing geweest, waarbij zeven nieuwe lokalen ontstonden. Naast de lokalen is er een fluisterruimte en een stilteruimte zodat leerlingen rustig zelfstandig kunnen werken met de mogelijkheid een computer te gebruiken.
In 2010 nam de school een speciaal 'Stijlhuis' in gebruik. Dit werd ondergebracht in een historisch gebouw aan de Raadhuisstraat te Doetinchem. Deze locatie was voornamelijk bedoeld voor de stijlprojecten van de onderbouw. Tot 2013 volgden ook de bovenbouwleerlingen hier hun stijlmodules en de leerlingen van het gymnasium de gymnasium-uren.

## Stijllessen
De leerlingen volgen in de onderbouw stijllessen. Stijllessen zijn vakoverstijgend en projectmatig van aard. In leerjaar 1 maken leerlingen kennis met de stijlen Exact, Kunst, Sport en Wereld. Voor elke stijl doen zij een project van negen weken. In leerjaar 2 kiezen zij voor de stijl die het beste bij hen past. Naast het ontwikkelen van persoonlijke talenten en het leren begrijpen van de samenhang tussen de verschillende vakken, leren leerlingen organiseren, samenwerken, analyseren, presenteren en reflecteren.
In de bovenbouw van elke afdeling krijgen de stijllessen uit de onderbouw een vervolg. Op de mavo worden sectordagen georganiseerd waarop workshops en modules worden aangeboden. De leerlingen oriënteren en verdiepen zich verder binnen de gekozen sector en komen in contact met professionals uit de toekomstige beroepsgroep. De sectordagen maken onderdeel uit van het loopbaan oriëntatie-traject. Op de havo en het atheneum is er een aanbod van onder andere modules, lessen, workshops en lezingen die gegeven worden door docenten en gastdocenten uit verschillende beroepsgroepen. Leerlingen maken zelf een keuze uit het aanbod.

## Bekende oud-leerlingen
- Paul Bosvelt, ex-voetballer
- Koen Bouwman, wielrenner
- Alexander Büttner, voetballer
- Sam Hendriks, voetballer
- Guus Hiddink, ex-voetballer en voetbaltrainer
- Klaas-Jan Huntelaar, voetballer
- Jochem Jansen, voetballer
- Bennie Jolink, zanger van Normaal
- Gijs Jolink, zanger-gitarist van Jovink
- Luuk de Jong, voetballer
- Siem de Jong, voetballer
- Hidde Jurjus, voetballer
- Jur Raatjes, tv-presentator
- Jeroen Sanders, assistent-scheidsrechter betaald voetbal
- Mieke Stemerdink, zangeres
- Stephan Veen en Leo Klein Gebbink, spelers Nederlands hockeyteam, gouden medaille Olympische Spelen 1996
- Ymke Wieringa, presentatrice
- Berend Strik, beeldend kunstenaar